# 邁克爾斯維爾 (印地安納州)
邁克爾斯維爾（英語：Michaelsville）是位於美國印地安納州格蘭特縣的一個非建制地區。該地的面積和人口皆未知。